# Make love
「make love」（メイク・ラブ）は、PENICILLINの7枚目のシングル。1998年5月13日にeast west japanから発売された。

## 概要
「ロマンス」に続く二番目の売上となった。

## 収録曲
（全作詞：HAKUEI、作曲:PENICILLIN、編曲：PENICILLIN&重盛美晴）
1. make love [5:05]
  - TBS系列『ランク王国』オープニングテーマ
  - 映画『6月19日の花嫁』挿入歌
2. prison [4:47]
3. make love （without vox）

## 収録アルバム
- オリジナル『Ultimate Velocity』（1998年10月21日）
  - カップリングの「prison」も収録。
- ベスト『THIS IS PENICILLIN 1994〜1999』（1999年10月6日）
- ベスト『SINGLES』（2001年2月21日）
- ベスト『30-thirty- Universe』（2023年2月01日）